# Fabrice Noël
Fabrice Noël (ur. 21 lipca 1985 w Gressier) – haitański piłkarz występujący na pozycji napastnika.

## Kariera klubowa
Noël karierę rozpoczynał w 2001 roku w zespole Racing Club Haïtien. W 2002 roku wywalczył z nim mistrzostwo fazy Cloture (sezon zamknięcia). W tym samym roku, kiedy przebywał na turnieju piłkarskim w Stanach Zjednoczonych, jego dwóch starszych braci zostało zastrzelonych. Mordercami okazali się kibice klubu, do którego Noël odmówił przejścia. Po tym zdarzeniu otrzymał azyl w Stanach Zjednoczonych. Tam kontynuował karierę w drużynie piłkarskiej ze szkoły średniej Palm Beach Lakes Community High School.
W 2005 roku Noël podpisał kontrakt z Colorado Rapids z MLS. Zadebiutował tam 21 lipca 2005 roku w przegranym 1:2 pojedynku z Houston Dynamo. 13 października 2005 roku w wygranym 1:0 spotkaniu z Realem Salt Lake strzelił pierwszego gola w MLS. Przez dwa sezony w barwach Colorado rozegrał 16 spotkań i zdobył 2 bramki.
W 2007 roku Noël odszedł do Puerto Rico Islanders z USL First Division. W sezonie 2008 wywalczył z zespołem wicemistrzostwo tej ligi, a w sezonie 2009 dotarł z nim do finału CFU Club Championship. W 2010 roku przeniósł się do chińskiego Shanghai East Asia z China League One. Spędził tam sezon 2010, a potem odszedł z klubu.

## Kariera reprezentacyjna
W reprezentacji Haiti Noël zadebiutował w 2006 roku. W 2007 roku znalazł się w drużynie na Złoty Puchar CONCACAF. Wystąpił na nim w spotkaniach z Gwadelupą (1:1) oraz Kanadą (0:2). Z tamtego turnieju Haiti odpadło po fazie grupowej.
W 2009 roku Noël ponownie został powołany do kadry na Złoty Puchar CONCACAF. Zagrał na nim w meczach z Hondurasem (0:1), Grenadą (2:0, gol), Stanami Zjednoczonymi (2:2) i Meksykiem (0:4), a Haiti zakończyło turniej na ćwierćfinale.